# 日本アルプス
日本アルプス（にほんアルプス）または中部山岳（ちゅうぶさんがく）とは、本州の中部地方にある以下の3つの山脈の総称である。
- 飛驒山脈（北アルプス）：富山県・岐阜県・長野県・新潟県の4県にまたがる山脈。最高峰は奥穂高岳。
- 木曽山脈（中央アルプス）：長野県に存在する山脈。最高峰は木曽駒ヶ岳。
- 赤石山脈（南アルプス）：長野県・山梨県・静岡県の3県にまたがる山脈。最高峰は北岳。

## 概要

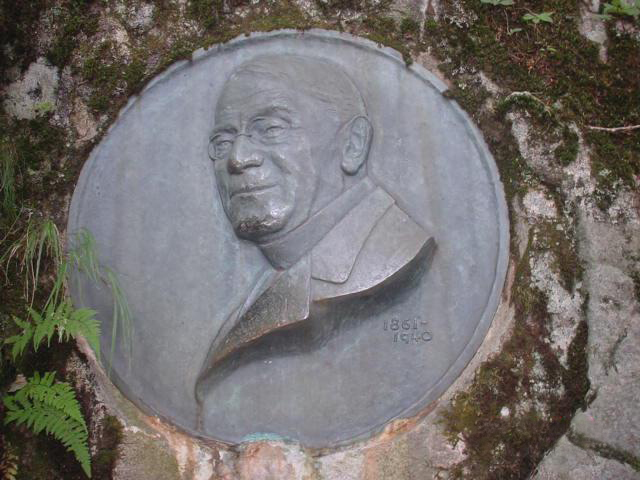
上高地に設置されている「日本アルプスの父」と呼ばれるウォルター・ウェストン碑

1881年に刊行された『日本案内』の中で、飛彈山脈を調査したイギリス人鉱山技師のウィリアム・ゴーランドが、ヨーロッパのアルプス山脈に因んで、そこから見える山脈、周辺含めて「日本アルプス」と紹介したのがこの名前の由来である。後に小島烏水が飛騨山脈を「北アルプス」、木曽山脈を「中央アルプス」、赤石山脈を「南アルプス」とした。
一般に「日本アルプスの父」とまで呼ばれるイギリス人宣教師のウォルター・ウェストンは、自身が盛んに日本アルプスに登り、また、ヨーロッパにも日本アルプスの名を紹介した。上高地にはウェストン碑があり、また毎年ウェストン祭が行われている。ウェストンは、南信州の天竜川周辺、南アルプスにも足跡を残している。
このように、アルプスと言う名前はイギリス人による命名であるが、山梨県南アルプス市の市名に見られるように、現在では日本固有の名前を押しのけるほどの影響力を持つようになっている。しかしながら、平成の大合併で出来た『南アルプス市』の市名については、反対意見も多かった。
アルプス山脈より緯度で南に位置し高度も低いため氷河の分布は非常に限定的であるが、森林相と高山植物は豊富である。これらの山の上部は森林限界で積雪期には、はっきりとした白い山容が見られる。

2年に一度、日本海側の富山湾から日本アルプスを縦断して、太平洋側の駿河湾までの約420kmを1週間以内に走破するトランスジャパンアルプスレースという競技が行われている。
覚え方としては『赤い木が飛んだ』などがある（赤=赤石、木=木曽、飛=飛騨）。

## 関連画像

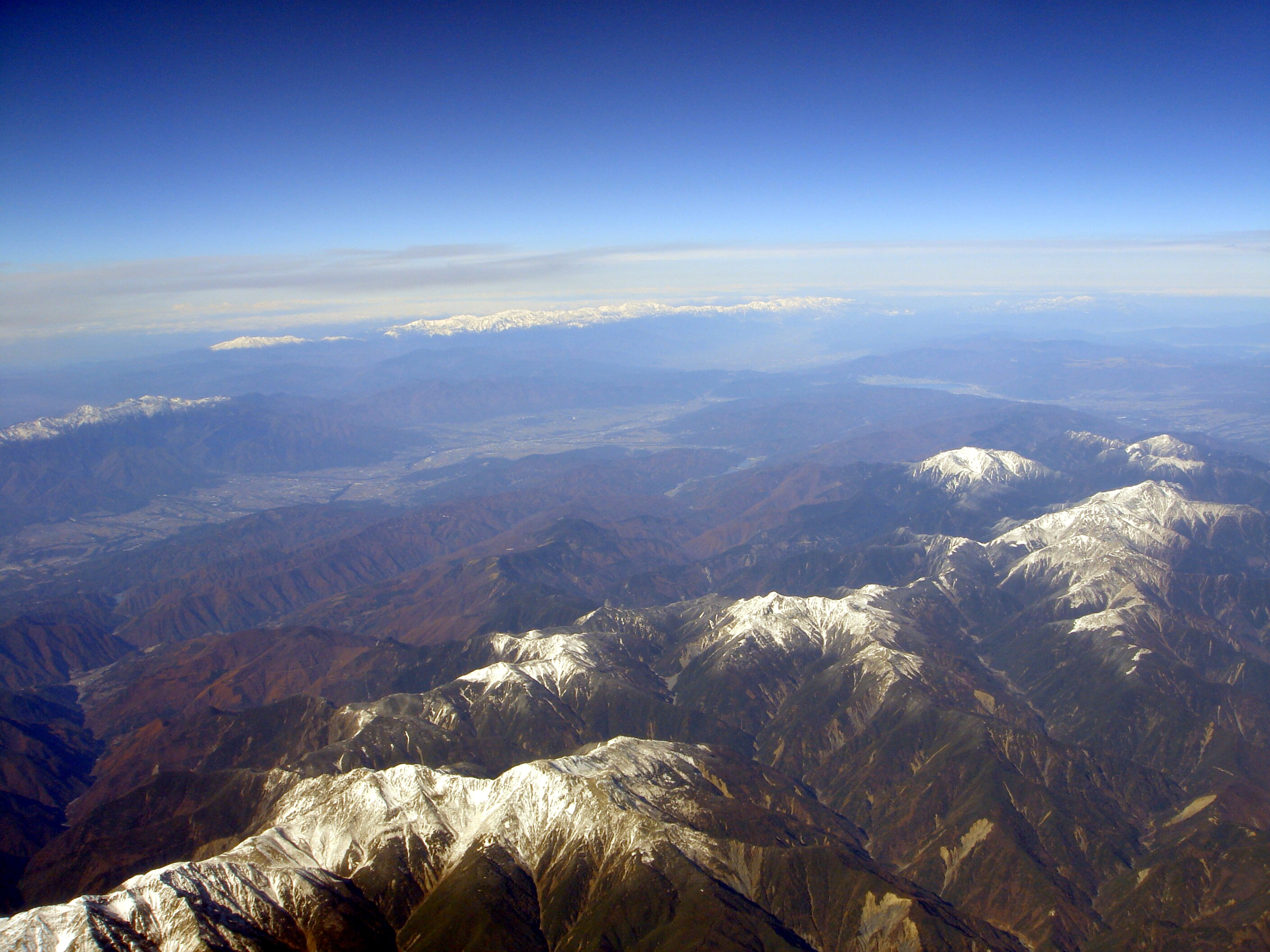
手前から、南、中央、北アルプス（説明付画像）
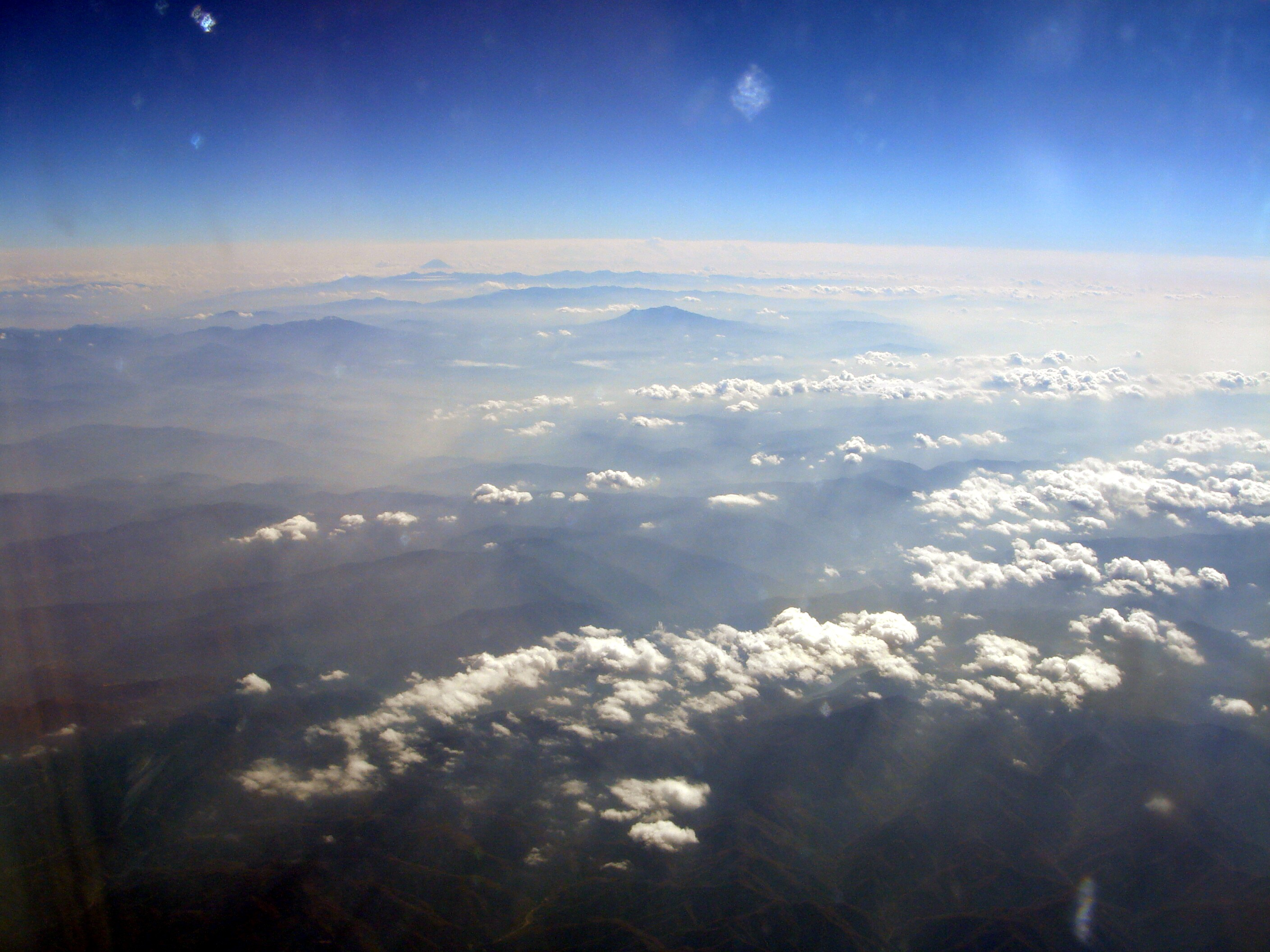
手前から、北、中央、南アルプス（説明付画像）
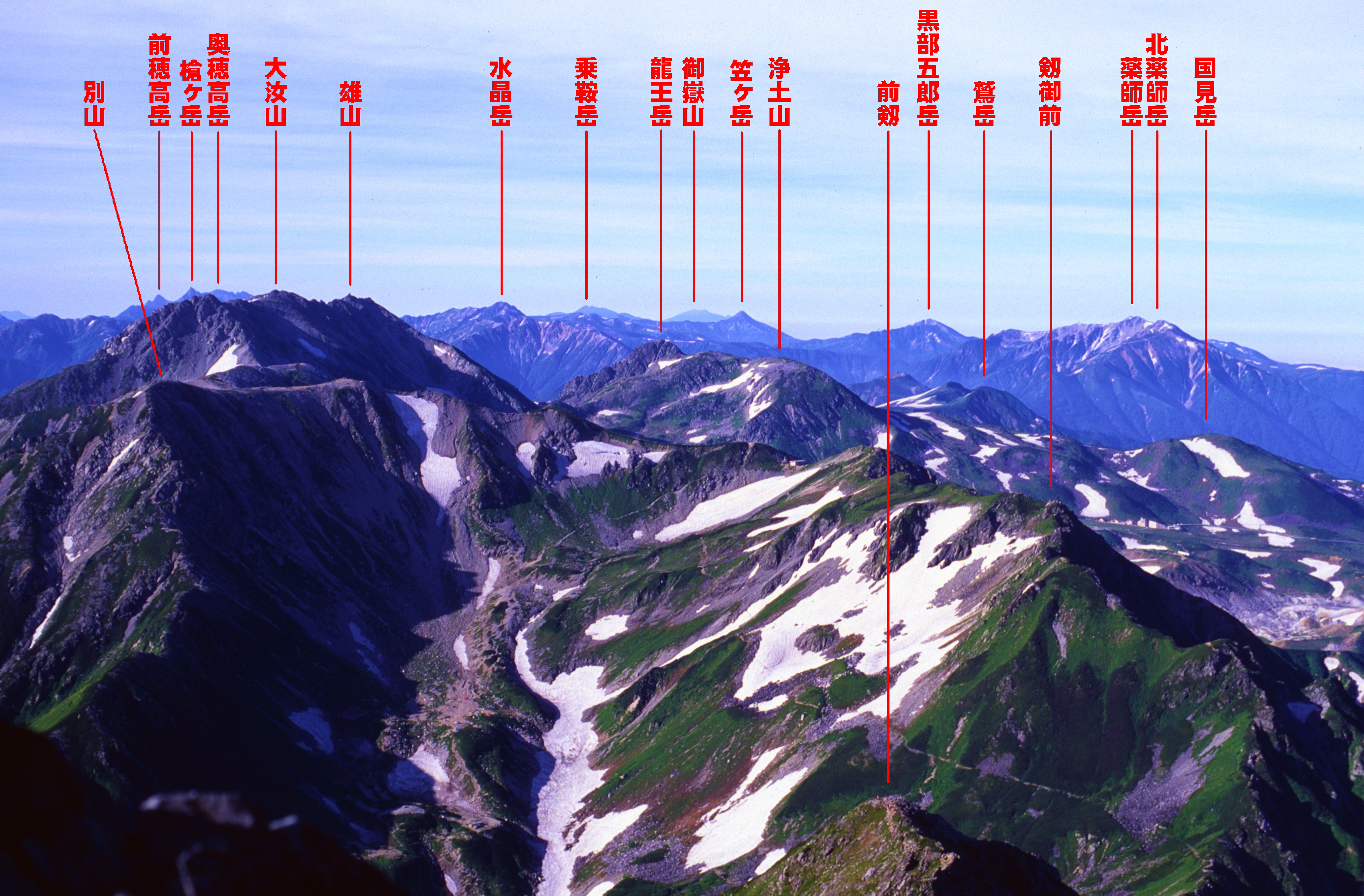
北側の剱岳から望む 日本アルプスの山々
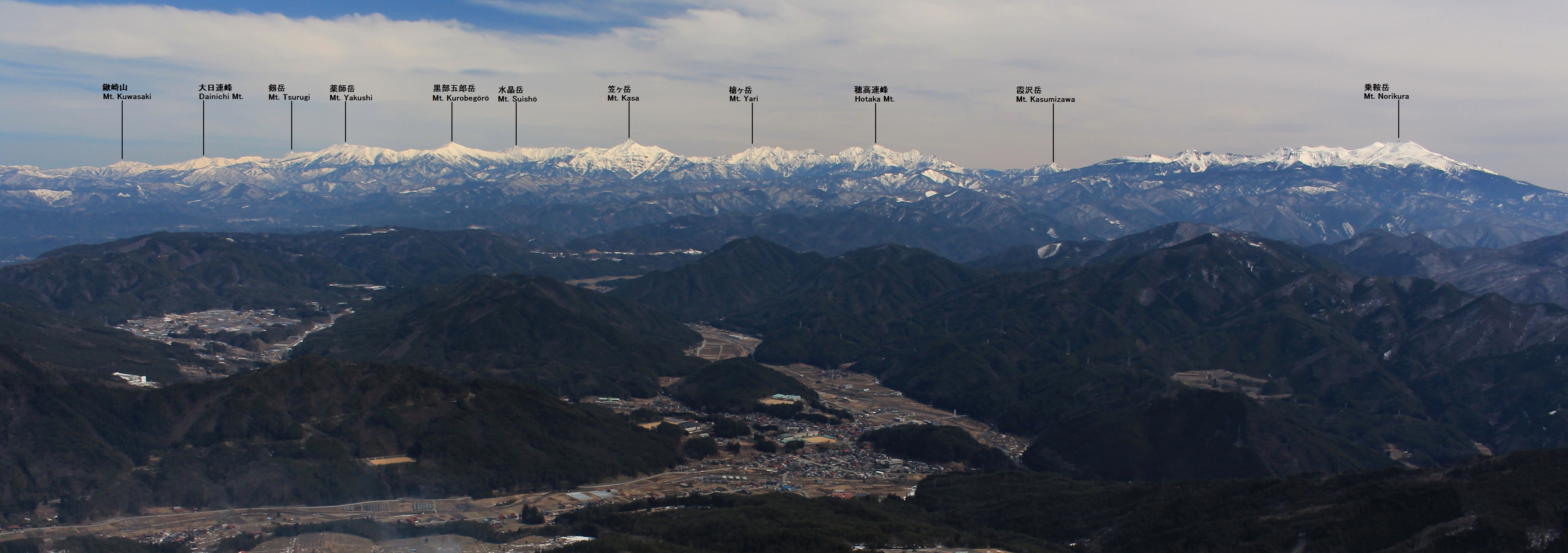
西側の船山から望む北アルプスの山々
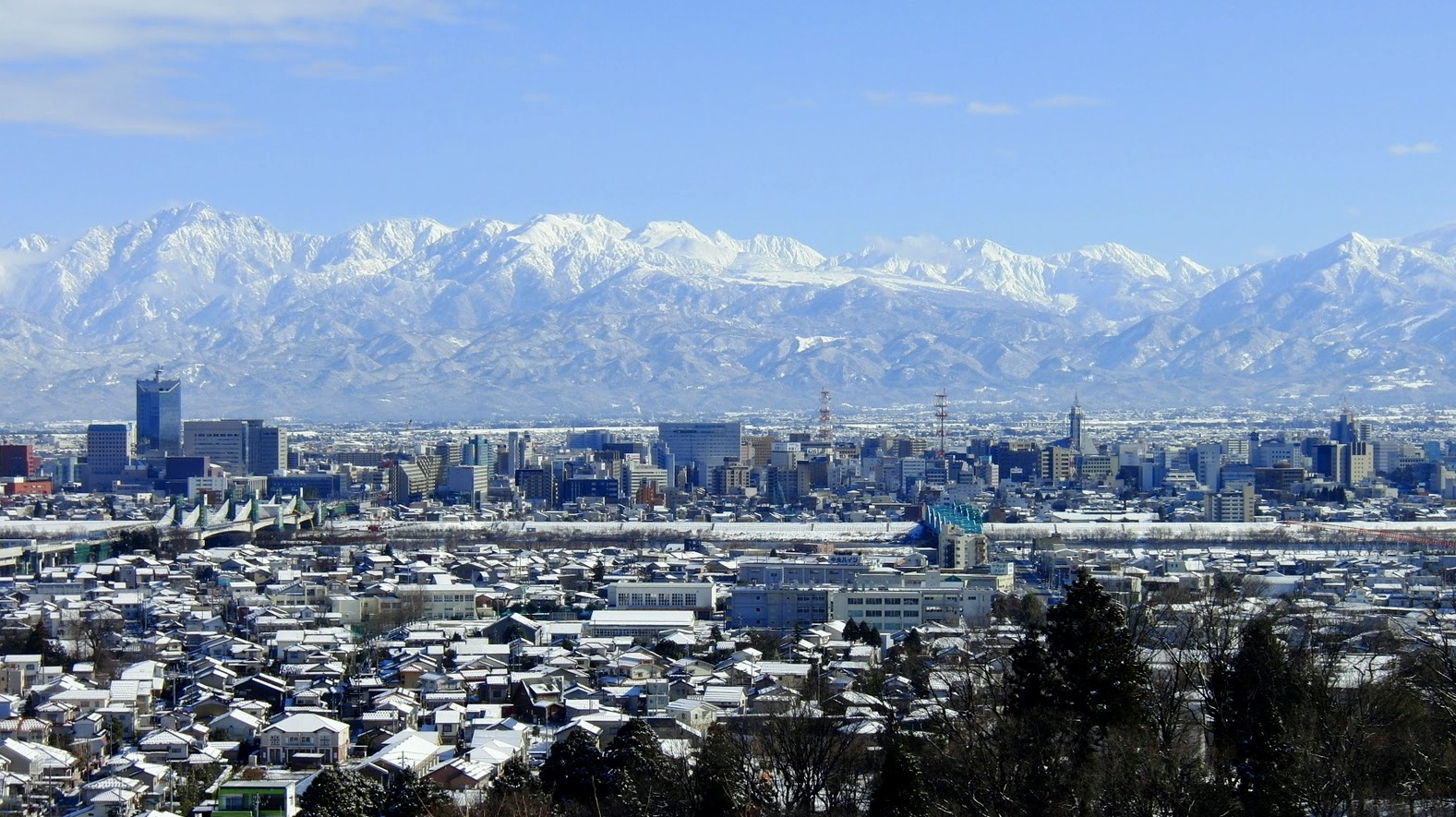
呉羽山からみた冬の富山市街と立山連峰
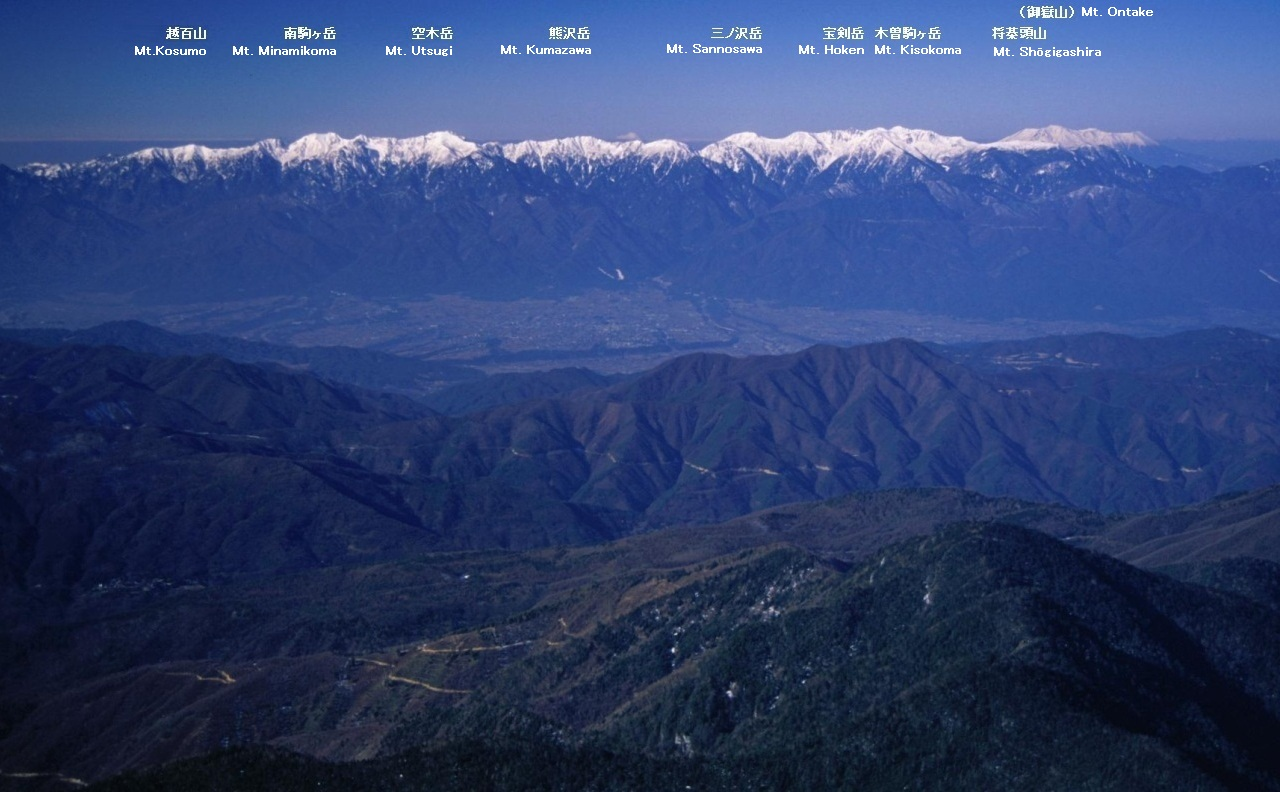
東側の仙丈ヶ岳から望む中央アルプスの山々
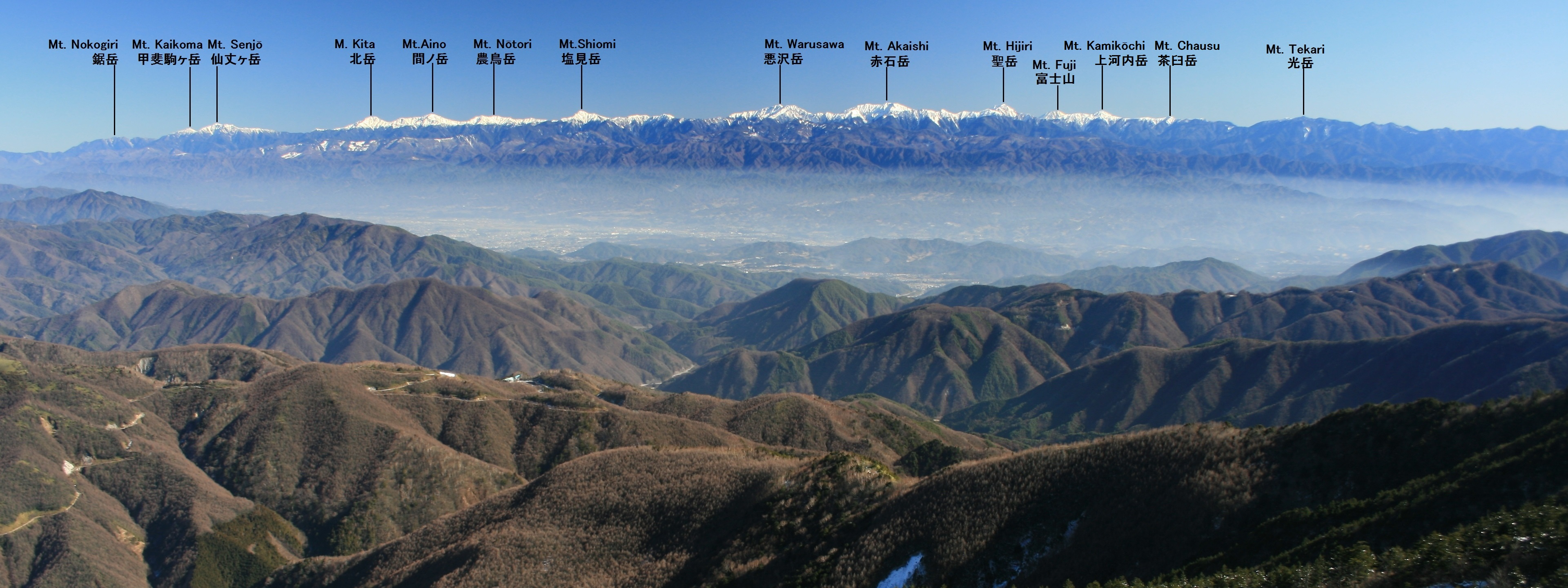
西側の恵那山から望む南アルプスの山々
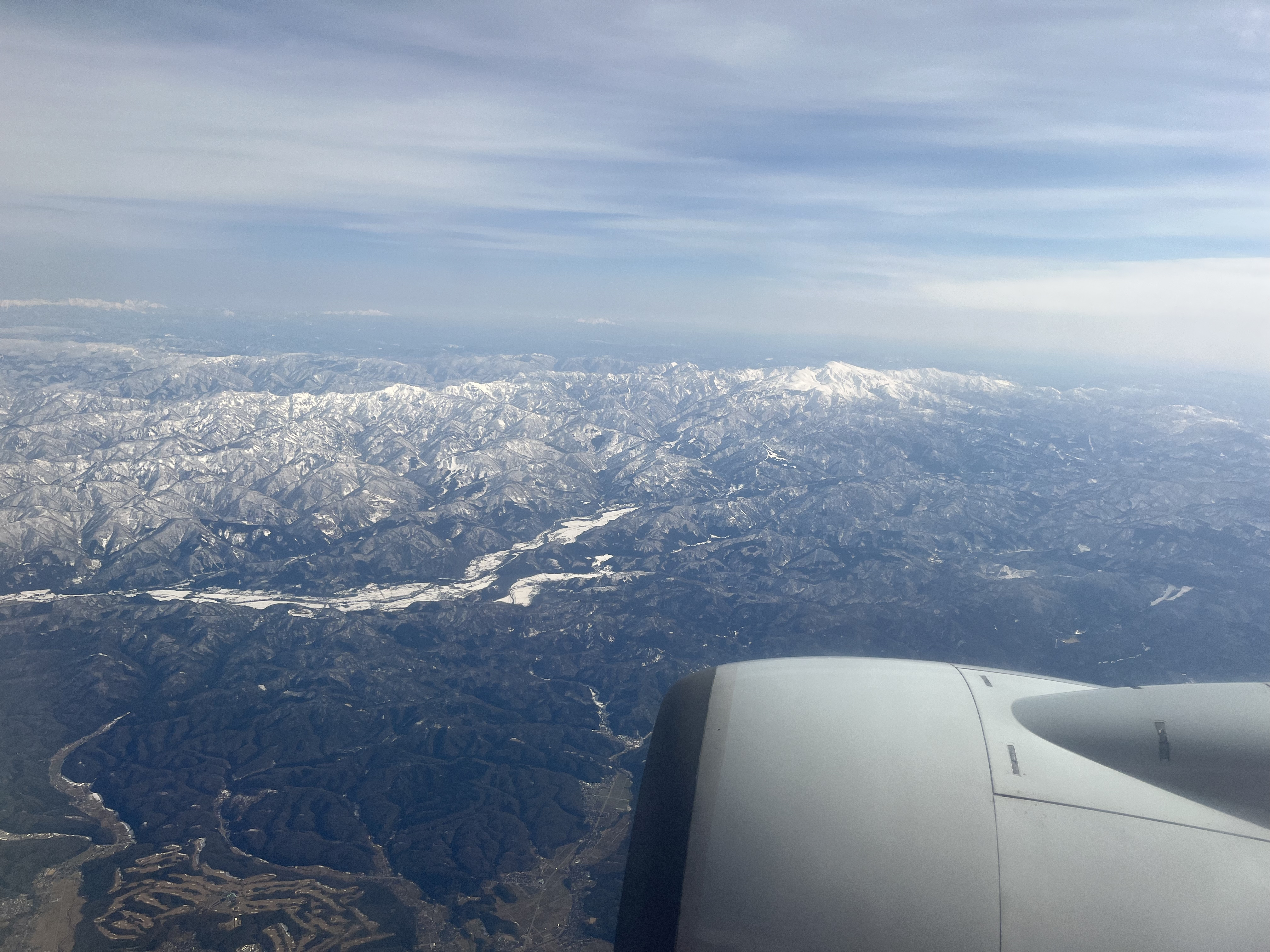
航空の撮影

- 南アルプス：鳳凰山 農鳥岳 間ノ岳 北岳 甲斐駒ヶ岳 仙丈ヶ岳 鋸岳
- 中央アルプス：恵那山 安平路山 越百山 南駒ヶ岳 空木岳 宝剣岳 木曽駒ヶ岳 経ヶ岳
- 北アルプス：（御嶽山） 乗鞍岳 焼岳 霞沢岳 穂高岳 槍ヶ岳 常念岳 鷲羽岳 水晶岳 餓鬼岳 立山 剱岳 鹿島槍ヶ岳 五竜岳 白馬岳（八ヶ岳：権現岳 編笠山 阿弥陀岳）

## その他の日本のアルプス
- 東北アルプス - 朝日山地・飯豊山地（山形県・福島県・新潟県）[1]
- みちのくのアルプス - 神室山[2][3]
- 頸城アルプス - 妙高山・火打山・新潟焼山・雨飾山（新潟県・長野県）
- 飯能アルプス - 天覧山から伊豆ヶ岳（埼玉県）[4]
- 三浦アルプス - 二子山（神奈川県）[5]
- 東アルプス - 奥秩父山塊（東京都・埼玉県・長野県・山梨県）[注 1]
- 甲州アルプス - 山梨県甲州市出身のアルピニストが名づけた。大菩薩嶺（山梨県甲州市などに跨る）を始め、南に連なる小金沢連嶺の山々を甲州アルプスと呼び登山愛好家にPRされている。
- 砺波アルプス - 高清水山地の八乙女山・赤祖父山・高清水山・高落場山など（富山県）
- 沼津アルプス - 静岡県伊豆半島の香貫山から横山、徳倉山、鷲頭山、大平山にかけて[6]（静浦山地を参照）
- 各務原アルプス - 岐阜県関市と各務原市
- 田原アルプス - 渥美半島（愛知県田原市）
- 北勢アルプス - 鈴鹿山脈（岐阜県・三重県・滋賀県）[7]
- 大和アルプス - 大峰山（奈良県）[8]
- 四国アルプス - 剣山から石鎚山にかけて（徳島県・愛媛県・高知県）[9]
- 東温アルプス - 石墨山から法師山、白猪山、皿ヶ嶺にかけて（愛媛県東温市・久万高原町）[10]
- 南予アルプス - 鬼ヶ城連山（愛媛県宇和島市・松野町・鬼北町、高知県四万十市）
- 九州アルプス - くじゅう連山、祖母・傾山系、阿蘇外輪山（熊本県・大分県・宮崎県）[11]
- 観海アルプス - 高舞登山、金比羅山など（熊本県上天草市）[12]
- 洋上アルプス - 屋久島（鹿児島県）[13]
- 他に、山岳では無いが、北山崎（岩手県）は「海のアルプス」[14]、青海島（山口県）は「海上アルプス」[15]との別称がある。